# كوالي
كوالي (باللغة السواحيلية: Kwale) هي بلدة كينية صغيرة في مومباسا وعاصمة مقاطعة كوالي. تقع على بعد 30 كم جنوب غرب مومباسا، وتبعد عن ساحل البحر 15 كم. ويبلغ عدد سكان المدينة 10,063 نسمة بحسب تعداد 2019. وتقع البلدة بالقرب من محمية شيمبا هيلز الوطنية.
يمكن كشف مدينة مومباسا من مرتفعات غوليني التي تقع بالقرب من البلدة. بعد المرور ببلدة كوالي، يقع فندق شيمبا هيلز ومحمية موالوغانجي للفيلة على طول قطاع هيئة الحياة البرية الكينية (KWS). وتمتد المنطقة من شيكا أدابو في الجنوب، إلى كينانجو في الشمال ثم جنوبًا إلى لونجا لونجا على الحدود مع تنزانيا.

## السكان
تعد كوالي الموطن الرئيسي لقبائل ديغو ودوروما. وتنتمي هذه القبائل إلى مجموعة ميجيكيندا العرقية في المحافظة الساحلية سابقًا. وتضم المنطقة قبائل أخرى من الكامبا والعرب والهنود وقبائل الأقليات الأخرى مثل الماكوندي والفومبا (زيمبا) وديجيري وسيغيجو، على الرغم من أن معظم السكان أصبحت تقاليدهم تشبه قبائل الديجو أو الدوروما.

## الاقتصاد
تكمن أهمية بلدة كوالي باعتبارها مركزًا لبيع ونقل المنتجات الزراعية عند صغار المزارعين في المناطق الداخلية مثل غوليني، كينانغو، ميكونغاني، موالوفامبا، تيريبي، وغيرها. تُنتج كوالي البرتقال والبابايا والمانجو والبكسا وجوز الهند ومجموعة متنوعة من الخضراوات والحبوب.